# پیتر مارکل
پیتر مارکل (انگلیسی: Peter Markle؛ زادهٔ ۲۴ سپتامبر ۱۹۵۲) یک کارگردان اهل ایالات متحده آمریکا است. وی از سال ۱۹۸۲ میلادی تاکنون مشغول فعالیت بوده‌است.
از جمله فیلم‌های او می‌توان به نقطه فروپاشی اشاره کرد.